# Il gioco del panino (Bennett)
Il gioco del panino (More Talking Heads) è una raccolta di monologhi scritti nel 1998 per la BBC dal drammaturgo britannico Alan Bennett. Si tratta della seconda serie inaugurata dieci anni prima con Talking Heads (in italiano Signore e signori). Il titolo italiano, che riprende quello di uno dei monologhi, è quello della prima traduzione dell'opera, curata da Adelphi nel 2016.

## Produzione
Il gioco del panino corrisponde alla seconda stagione di Talking Heads, che debuttò sulla BBC nel 1998; la prima serie era andata in onda sullo stesso canale nel 1988 e in Italia è stata pubblicata nel 2004, sempre da Adelphi, nel volume Signore e signori. Il cast dello show vedeva, tra gli altri, Eileen Atkins, Julie Walters e David Haig. Nel 2020 fu prodotta una serie remake, con il rifacimento di dieci episodi tratti da entrambe le serie e l'aggiunta di due nuovi episodi, An ordinary woman e The Shrine. Anche questi due monologhi sono stati pubblicati da Adelphi nel 2022.
In Italia i monologhi vengono spesso rappresentati singolarmente.

## I Monologhi
Il titolo originale della serie, Talking Heads, è traducibile come "teste parlanti" ed evidenzia il fatto che nella produzione originale della BBC l'artista che enunciava il monologo veniva inquadrato a mezzo busto, e si limitava a recitarlo senza ricorrere a luci, scenografie e costumi. A differenza della prima serie, in More Talking Heads non sono presenti altre voci recitanti oltre a quella che enuncia il monologo
In cinque dei monologhi le voci narranti sono femminili, in un solo racconto il protagonista è un uomo. Le trame sono brevi, drammatiche, ironiche ed esprimono una realtà quotidiana apparentemente insignificante, accentuata dalla sceneggiatura minimale: col prosieguo della storia, tuttavia, si assiste a continui rovesciamenti delle premesse iniziali, accentuati anche dal fatto che la prospettiva dei narratori è faziosa e in contrasto con quanto il lettore riesce a intuire. Temi ricorrenti sono la morte, la malattia, il senso di colpa e l'isolamento. Rispetto ai monologhi della prima serie, inoltre, quelli della seconda sono più oscuri e pessimistici: alcuni hanno perfino delle sfumature noir.
I monologhi si ambientano per lo più a Leeds, anche se Bennett ha sottolineato che non si tratta della "vera" Leeds, ma una versione alternativa che esiste nella sua testa, formata da ricordi e posti che nella realtà non sono mai esistiti o non esistono più.

### Trama
L'ordine dei monologhi riprende quello della pubblicazione Adelphi, diverso da quello originale.
- La mano di Dio

Celia è un'avida antiquaria, che si mostra gentile e servizievole coi suoi anziani vicini di casa al solo scopo di farsi lasciare in eredità anticaglie di scarso valore da rivendere. Per questo motivo, quando una sua anziana assistita muore lasciando in eredità i suoi molti oggetti a un parente canadese, la donna va su tutte le furie e tenta di disfarsi immediatamente delle poche cianfrusaglie che riesce ad avere, tra le quali c'è il disegno a carboncino di un dito. Celia riesce a vendere il disegno per poche centinaia di sterline, ma viene presto a sapere che si trattava di un disegno originale di Michelangelo, uno studio della mano di Dio per il soffitto della Cappella Sistina, dal valore inestimabile. Il compratore dichiara alla televisione di averlo trovato da una "rigattiera", cosa che induce Celia a riflettere su cosa ella sia davvero.
- Miss Fozzard a piede libero

Miss Fozzard è un'anziana zitella, che ha dovuto lasciare il suo lavoro in un negozio di stoffe per badare a suo fratello Daniel, in convalescenza da un ictus. Il suo solo svago è farsi fare dei massaggi da un bravo podologo; quando questi va in pensione, il suo sostituto Mr Dunderdale si dimostra immediatamente attratto dai piedi della donna, forse a causa di un particolare feticismo. Dapprima riottosa, miss Fozzard finisce per praticare una stramba forma di prostituzione, facendosi pagare dal medico per indossare le calzature da lui richieste; questo le restituisce un minimo di libertà e apertura mentale.
- Il gioco del panino

Wilfred sta cercando di lasciarsi alle spalle un difficile passato da pedofilo, acquisendo una falsa identità e lavorando come inserviente in un parco pubblico. L'uomo si guadagna presto il rispetto altrui, ma quando il suo superiore, con la scusa della burocrazia, inizia a porgli domande sempre più personali, i suoi fantasmi riemergono con conseguenze drammatiche. Nuovamente in prigione, Wilfred riflette su sé stesso, concludendo che "l'unico pezzo della sua vita che gli sembra giusto, in realtà è quello sbagliato".
- Il cane deve stare fuori

Marjory ha il sospetto che suo marito Stuart, un macellaio, nasconda terribili segreti: l'uomo porta spesso il suo pastore tedesco Tina a passeggiare, approfittando del fatto che lei gli abbia proibito di tenerla in casa, e ritorna solo dopo molte ore, mostrandole un brutale appetito sessuale alla quale la donna non può sottrarsi. Marjory sfoga i suoi timori nelle faccende domestiche, diventando sempre più ossessionata dalle pulizie man mano che Stuart viene fatto oggetto delle attenzioni della polizia e dei mass media: quando l'uomo viene incriminato per una serie di efferati omicidi, Marjory tenta di mantenere un basso profilo e continua a vivere normalmente. Durante le pulizie, scopre però un indizio fondamentale che indicherebbe definitivamente la colpevolezza del marito: mentre si interroga se consegnarlo o meno alla polizia, Stuart viene assolto per insufficienza di prove. Stuart torna a casa, e Marjory realizza con orrore che da quel momento in poi dovrà convivere con un serial killer: ormai incapace di dirgli di no, gli permette di far entrare Tina in casa.
- Notti nei giardini di Spagna

Il marito di Rosemary, una donna profondamente sola e infelice, vorrebbe trasferirsi a Marbella, ma lei non ha alcuna intenzione di seguirlo: ella è infatti attratta da una sua vicina di casa, arrestata per aver ucciso suo marito. Le due donne diventano buone amiche, e si confidano gli abusi subiti dai rispettivi uomini: questa relazione porta loro un briciolo di felicità; in parallelo, Rosemary scopre un lato oscuro, che si manifesta nelle sue fantasie di uccidere a sua volta il marito. La vicina di Rosemary muore però di cancro prima che la loro amicizia possa diventare qualcosa di più: la donna sarà costretta a vivere il suo matrimonio infelice e seguire il marito ovunque egli voglia.
- Aspettando il telegramma

Violet è una donna molto anziana, affetta da demenza senile, che vive in una casa di riposo. Poco prima del suo centesimo compleanno, Violet inizia a sentirsi eccitata dalla prospettiva di ricevere un telegramma dalla Regina; questo, però, confonde la donna, poiché al presente si sovrappone il ricordo di quando i telegrammi venivano usati per comunicare la morte in guerra di un congiunto. Pian piano presente e passato si fondono, fino a che Violet pensa di rivedere il suo primo amore nell'unico vero amico che ha nella casa di riposo, un giovane infermiere gay che muore di AIDS. Lo shock porta Violet al definitivo collasso.